# La Berceuse (Augustine Roulin)
La Berceuse is een schilderij van de Nederlandse schilder Vincent van Gogh. Hij schilderde het werk in maart 1889 in olieverf op doek en het meet 91 bij 72 cm.
Van dit portret maakte Van Gogh tussen december 1888 en eind maart 1889 in totaal vijf licht van elkaar verschillende versies.
La Berceuse is een portret van Madame Augustine Roulin, afgebeeld als wiegster. De wieg zelf is echter buiten het portret geplaatst; alleen het touwtje dat de moeder in haar handen heeft, verwijst naar het kinderbedje. 
De achtergrond doet denken aan een bloementapijt en omgeeft Madame Roulin als een aureool. Van Gogh verwerkte dit patroon op een vergelijkbare manier in zijn portretten van Joseph Roulin en dr. Rey.
Van Gogh vond La Berceuse zelf een belangrijk werk, hetgeen blijkt uit het feit dat hij het portret deel wilde laten uitmaken van een triptiek. Het zou het middelste schilderij worden, geflankeerd door twee zonnebloemen.